# Magyarország–Salvador (1982-es labdarúgó-világbajnokság)
Az 1982-es labdarúgó-világbajnokság Magyarország–Salvador mérkőzését a Nuevo Estadio stadionban, Elchében, Spanyolországban játszották 1982. június 15-én. A mérkőzést Magyarország 10–1-re nyerte. A 10 gól az egy csapat által szerzett legtöbb gól a labdarúgó-világbajnokságok történetében, illetve Magyarország máig az egyetlen csapat, amely labdarúgó-világbajnokságon kétszámjegyű gólt szerzett.
Kiss László az 55. percben állt be cserejátékosként, majd a 69. és 76. perc között három gólt szerzett. Ez a leggyorsabb mesterhármas a világbajnokságok történetében, illetve Kiss az egyetlen játékos, aki csereként tudott mesterhármast elérni egy világbajnoki mérkőzésen.

## Előzmények
A világbajnokság 3. csoportjában Argentína, Belgium, Magyarország és Salvador szerepelt. Salvador csak 20 játékossal érkezett a világbajnokságra, ellentétben az engedélyezett 22-vel. A mérkőzés előtt, június 13-án a címvédő Argentína 1–0-ra veszített Belgium ellen.

## A mérkőzés
A Magyarország–Salvador a csoport második mérkőzése volt. Mindkét csapat először lépett pályára a világbajnokságon. Ez volt a magyar labdarúgó-válogatott 566. hivatalos mérkőzése.
| 1982. június 15. 21:00 |

| Magyarország                                                                         | 10–1              | Salvador    |
| ------------------------------------------------------------------------------------ | ----------------- | ----------- |
| Nyilasi 4' 83' Pölöskei 11' Fazekas 23' 54' Tóth 50' Kiss L. 69' 72' 76' Szentes 70' | (3–0) Jegyzőkönyv | Ramírez 64' |

| Nuevo Estadio, Elche Nézőszám: 23 000 Játékvezető: Ibráhím Júszef ad-Dúj (bahreini) |

| KA                   | 1  | Mészáros Ferenc     |     |     |
| V                    | 2  | Martos Győző        |     |     |
| V                    | 3  | Bálint László       |     |     |
| V                    | 4  | Tóth József         |     |     |
| KP                   | 5  | Müller Sándor       |     | 69' |
| V                    | 6  | Garaba Imre         |     |     |
| CS                   | 7  | Fazekas László      | 75' |     |
| KP                   | 8  | Nyilasi Tibor (csk) | 75' |     |
| CS                   | 9  | Törőcsik András     |     | 55' |
| CS                   | 11 | Pölöskei Gábor      |     |     |
| V                    | 14 | Sallai Sándor       |     |     |
| Cserék:              |    |                     |     |     |
| KA                   | 21 | Katzirz Béla        |     |     |
| V                    | 19 | Varga József        |     |     |
| KP                   | 12 | Szentes Lázár       |     | 69' |
| KP                   | 17 | Csapó Károly        |     |     |
| CS                   | 10 | Kiss László         |     | 55' |
| Szövetségi kapitány: |    |                     |     |     |
| Mészöly Kálmán       |    |                     |     |     |

| KA                   | 1  | Luis Guevara Mora    |  |     |
| V                    | 2  | Mario Castillo       |  |     |
| V                    | 3  | José Francisco Jovel |  |     |
| V                    | 4  | Carlos Recinos       |  |     |
| KP                   | 6  | Joaquín Ventura      |  | 79' |
| KP                   | 8  | José Luis Rugamas    |  | 27' |
| CS                   | 9  | Ever Hernández       |  |     |
| KP                   | 10 | Norberto Huezo (csk) |  |     |
| CS                   | 11 | Jorge González       |  |     |
| CS                   | 13 | José María Rivas     |  |     |
| V                    | 15 | Jaime Rodríguez      |  |     |
| Cserék:              |    |                      |  |     |
| KA                   | 19 | Eduardo Hernández    |  |     |
| V                    | 5  | Ramón Fagoaga        |  | 79' |
| V                    | 12 | Francisco Osorto     |  |     |
| KP                   | 16 | Mauricio Alfaro      |  |     |
| CS                   | 14 | Luis Ramírez Zapata  |  | 27' |
| Szövetségi kapitány: |    |                      |  |     |
| Mauricio Rodríguez   |    |                      |  |     |

| Asszisztensek: Charles Corver (holland) Henning Lund-Sørensen (dán) |

Az ezt követő mérkőzéseken Magyarország 4–1-re veszített Argentína ellen, majd 1–1-et játszott Belgiummal. Salvador 1–0-ra veszített Belgium, majd 2–0-ra Argentína ellen. A világbajnokság lebonyolítása szerint minden csoportból az első két helyezett jutott tovább a középdöntőbe. Magyarország és Salvador sem jutott tovább.

## Rekordok
A mérkőzésen az alábbi rekordok, vagy rekordbeállítások születtek.
| Rekord | Eredmény                           | Új rekord                                                                      |
| --- | ---------------------------------- | ------------------------------------------------------------------------------ |
| Legtöbb, egy csapat által szerzett gól egy világbajnoki mérkőzésen                                          | 10 – Magyarország                  | Még nem dőlt meg                                                               |
| Legtöbb gól a második félidőben egy világbajnoki mérkőzésen                                                 | 8 – 7 (Magyarország), 1 (Salvador) | Még nem dőlt meg                                                               |
| Legtöbb, egy csapat által szerzett gól egy félidőben egy világbajnoki mérkőzésen                            | 7 – Magyarország                   | Még nem dőlt meg                                                               |
| Legtöbb, egy csapat által szerzett gól a második félidőben egy világbajnoki mérkőzésen                      | 7 – Magyarország                   | Még nem dőlt meg                                                               |
| Leggyorsabb mesterhármas egy világbajnoki mérkőzésen                                                        | 7 perc, Kiss László                | Még nem dőlt meg                                                               |
| Mesterhármas cserejátékosként egy világbajnoki mérkőzésen                                                   | Kiss László                        | Még nem dőlt meg                                                               |
| Legtöbb, egy csapat által szerzett gól a FIFA által, a férfi felnőtt válogatottak részére szervezett tornán | 10 – Magyarország                  | Rekordbeállítás – 10 – 2013-as konföderációs kupa, Spanyolország–Tahiti (10–0) |

| Rekordbeállítás                                                                                  | Eredmény | Hasonló eredmények                                                   | Új rekord                                                                             |
| ------------------------------------------------------------------------------------------------ | -------- | -------------------------------------------------------------------- | ------------------------------------------------------------------------------------- |
| Legnagyobb arányú különbség egy világbajnoki mérkőzésen                                          | 9        | - 1954, Magyarország–Dél-Korea (9–0) - 1974, Jugoszlávia–Zaire (9–0) | Még nem dőlt meg                                                                      |
| Legnagyobb arányú különbség a FIFA által, a férfi felnőtt válogatottak részére szervezett tornán | 9        | - 1954, Magyarország–Dél-Korea (9–0) - 1974, Jugoszlávia–Zaire (9–0) | 10 – 2013-as konföderációs kupa, Spanyolország–Tahiti (10–0)                          |
| Leggyorsabb 4 gól egy világbajnoki mérkőzésen                                                    | 7 perc   | 1954, Ausztria 7 perc alatt szerzett 4 gólt Svájc ellen.             | 6 perc – 2014, Brazília–Németország. A német válogatott 6 perc alatt szerzett 4 gólt. |